# 馬爾伯里鎮區 (堪薩斯州克萊縣)
馬爾伯里鎮區（英語：Mulberry Township）為美國堪薩斯州克萊縣的鎮區。2010年美国人口普查中該鎮區人口有331人。

## 地理
馬爾伯里鎮區涵蓋面積99.23平方（38.31平方英里），境內無城市設立。

### 墓園
根據美國地質調查局的資料，此鎮區擁有1座墓園：
- 里弗代爾墓園（Riverdale Cemetery）

### 溪流
通過此鎮區的溪流有：
- 德賴溪（Dry Creek）
- 馬德溪（Mud Creek）
- 帕森斯溪（Parsons Creek）
- 斯克里布納溪（Scribner Creek）

## 人口統計
根據2010年美國人口普查，馬爾伯里鎮區人口有331人，人口密度為3.32人/每平方公里。此鎮區居民之種族有98.19%為白人；0.6%為非裔美洲人；0%為美洲原住民；0%為亞洲人；0%為太平洋島民；0.6%為其他種族；另外有0.6%為混血種族。而西班牙裔或拉丁裔美洲人佔此鎮區人口的1.21%。

## 外部連結
- US-Counties.com
- City-Data.com[永久]